# Utbyggnadsminne
Ett utbyggnadsminne används huvudsakligen till digitala apparater som till exempel datorer och TV-spel för att öka maskinens arbetsminne. Ett större arbetsminne gör det möjligt att använda mer avancerade operativsystem, fler eller mer minneskrävande program och spel. Storleken på ett utbyggnadsminne kan variera från några få KiB vilket var en vanlig storlek till bl.a. de första hemdatorerna som kom i början av 80-talet, till storlekar som är vanligare idag (2005) på flera hundra, ibland tusentals MiB.